# Damien Delaney
Damien Finbarr Delaney, né le 20 juillet 1981 à Cork, est un footballeur irlandais qui évolue au poste de défenseur central.

## Biographie

### Carrière en club
Irlandais de naissance, Damien Delaney commence sa carrière au club de Cork City. Le 2 juillet 2009, il signe un contrat de deux ans à Ipswich Town, alors dirigé par l'ancien international irlandais Roy Keane.
Fin août 2012, il signe en faveur de Crystal Palace.
À l'été 2018, il retourne dans le club de ses débuts à Cork City

### Carrière internationale
5 sélections pour l'équipe de république d'Irlande de football depuis 2008.

## Palmarès

### En club
- Crystal Palace
  - Finaliste de la Coupe d'Angleterre en 2016.